# Transponovaný graf
V teorii grafů se pojmem transponovaný graf označuje takový orientovaný graf, jehož hrany jsou orientovány opačně než u původního grafu.

## Definice
Nechť G = (V, E) je orientovaný graf. Graf {\displaystyle G^{T}=(V,E^{T})}, kde {\displaystyle (x,y)\in E^{T}\Leftrightarrow (y,x)\in E} se nazývá transponovaný graf grafu G.

## Využití
- v algoritmu prohledávání do hloubky při hledání silně souvislých komponent grafu (SSK)

## Vlastnosti
- SSK grafu GT jsou transponované SSK grafu G